# Wszechrosyjska Komisja Nadzwyczajna przy Radzie Komisarzy Ludowych do Walki z Kontrrewolucją i Sabotażem
Uzasadnienie: duplikat
Wszechrosyjska Komisja Nadzwyczajna przy Radzie Komisarzy Ludowych do Walki z Kontrrewolucją i Sabotażem (ros.) Всероссийская Чрезвычайная Комиссия при Совете Народных Комиссаров по борьбе с контрреволюцией и саботажем — państwowa organizacja zbrojna, utworzona do obrony władzy bolszewików w radzieckiej Rosji.
Po wybuchu rewolucji  październikowej walką z kontrrewolucjonistami kierowały komitety wojskowo-rewolucyjne, sztaby Czerwonej Gwardii, rozmaite komisje i wydziały korzystające z uzbrojonych oddziałów Armii Czerwonej. Organa te nie posiadały jednolitej struktury i kierownictwa.
Stojący na czele rewolucjonistów W. Uljanow wystosował specjalne pismo do F. Dzierżyńskiego o konieczności podjęcia ekstremalnych środków walki z kontrrewolucjonistami - w tym konieczności przygotowania wystąpienia dotyczącego organizacji takich działań. Takie wystąpienie miało miejsce na posiedzeniu Rady Komisarzy Ludowych 7 (20) grudnia  1917. Po tym wystąpieniu Rada pod przewodnictwem Uljanowa przyjęła postanowienie o utworzeniu "Wszechrosyjskiej Komisji Nadzwyczajnej przy Radzie Komisarzy Ludowych do Walki z Kontrrewolucją i Sabotażem", określając jednocześnie jej skład personalny, umocowanie prawne i pierwszoplanowe zadania.
22 marca 1918 WCzK skierowała do wszystkich lokalnych Rad wniosek o zorganizowanie w guberniach i ujezdach (odpowiedniki województw i powiatów) Komisji Nadzwyczajnych (CzK), które przejęłyby wyłączne prawo przeprowadzania aresztów, rewizji, rekwizycji i konfiskat związanych z postępowaniami w sprawach kontrrewolucji i sabotażu. Pracownicy tych komisji byli nazwani czekistami, które to słowo od tego czasu oznacza pracownika czy też funkcjonariusza radzieckich, a obecnie i rosyjskich służb specjalnych.
W marcu 1918 Komisja została przeniesiona z Petersburga do Moskwy; liczyła wtedy około 120 osób.
Od 11 do 14 czerwca 1918 odbyła się I Wszechrosyjska Konferencja WCzK, podczas której omawiano proces tworzenia jednostek terytorialnych, uczestniczyło w niej 66 delegatów (bolszewików i lewicowych eserowców) z 43 Komisji Nadzwyczajnych lub Rad Delegatów, a także pracownicy aparatu centralnego. Przyjęto postanowienie o utworzeniu Nadzwyczajnych Komisji do Walki z Kontrrewolucją i Sabotażem przy każdej okręgowej i gubernianej oraz przy większych powiatowych Radach Delegatów, w węzłowych centrach kolejowych, większych portach i w pasie przygranicznym.
Tam, gdzie tworzenie Komisji było niecelowe (np. przy Radach Delegatów małych powiatów, na drogowych przejściach granicznych) wyznaczano komisarzy. Konferencja uznała za konieczne "do ochrony porządku rewolucyjnego" w najważniejszych miejscowościach włączyć w sferę swojej działalności ochronę całej państwowej sieci kolejowej, utworzyć wojska pograniczne CzK i przystąpić do formowania specjalnego korpusu wojsk WCzK. Została zatwierdzona jednolita struktura dla wszystkich terytorialnych CzK z Wydziałami: Kontrrewolucyjnym, Spekulacji, Przestępstw Nadużycia Władzy Radzieckiej oraz (tylko w aparacie centralnym) Zamiejscowym.
W sierpniu 1918 WCzK zmieniła nazwę na Wszechrosyjska Nadzwyczajna Komisja do Walki z Kontrrewolucją, Spekulacją i Przestępstwami Nadużycia Władzy (по борьбе с контрреволюцией, спекуляцией и преступлениями по должности).

## Zadania Wszechrosyjskiej Komisji Nadzwyczajnej przy Radzie Komisarzy Ludowych do Walki z Kontrrewolucją i Sabotażem
- przerwanie i likwidacja wszelkich kontrrewolucyjnych i sabotażowych działań w całej Rosji;
- przekazywanie trybunałom rewolucyjnym wszystkich sabotażystów i kontrrewolucjonistów;
- rozwijanie środków zwalczania sabotażystów i kontrrewolucjonistów.

## Struktura Wszechrosyjskiej Komisji Nadzwyczajnej przy Radzie Komisarzy Ludowych do Walki z Kontrrewolucją i Sabotażem
- Wydział Informacyjny;
- Wydział Organizacyjny (do organizowania walki z kontrrewolucją w całej Rosji);
- Wydział Walki.

## Skład Kolegium
- Przewodniczący Feliks Dzierżyński;
- Sergo Ordżonikidze;
- Jakow Peters;
- Iwan Ksenofontow;
- Dmitrij Jewsiejew;
- Karł Peterson;
- Wasilij Awierin;
- Nikołaj Żydiełow;
- Walentin Trifonow;
- Władimir Wasilewski.

W powyższym składzie Komisja zebrała się tylko raz, 7 grudnia 1917. Już następnego dnia wszyscy członkowie Komisji oprócz Dzierżyńskiego, Petersa, Ksenofontowicza i Jewsiejewa otrzymali inne zadania, na ich miejsce w skład Kolegium weszli:
- Wasilij Fomin;
- S. Szczukin;
- I. Iljin

7 stycznia 1918 Kolegium uzupełnili Wiaczesław Mienżynski i lewi eserowcy:
- W. Wołkow;
- M. Jemieljanow;
- P. Sidorow;
- Wiaczesław Aleksandrowicz - zastępca przewodniczącego, zamieniony następnie przez
- Grigorija Zaksa.

W lipcu 1918, po zdławieniu buntu lewych eserowców i rozstrzelaniu Aleksandrowicza, skład Kolegium 21 sierpnia 1918, złożonego z samych bolszewików, był następujący :
- Przewodniczący Feliks Dzierżyński;
- Jakow Peters;
- Wasilij Fomin;
- M. Łacis;
- Iwan Ksenofontow;
- W. Jakowlew;
- M. Kedrow;
- W. Kamienszczikow;
- N. Skrypnik;
- I. Połukarpow;
- W. Januszewski.